# Xin’an
Der Kreis Xin’an (chinesisch 新安县, Pinyin Xīn’ān Xiàn), der zum Verwaltungsgebiet der bezirksfreien Stadt Luoyang gehört, befindet sich in der chinesischen Provinz Henan. Xin’an hat eine Fläche von 1.160 km² und zählt 490.200 Einwohner (Stand: Ende 2018). Sein Hauptort ist die Großgemeinde Chengguan (城关镇).

## Sehenswürdigkeiten

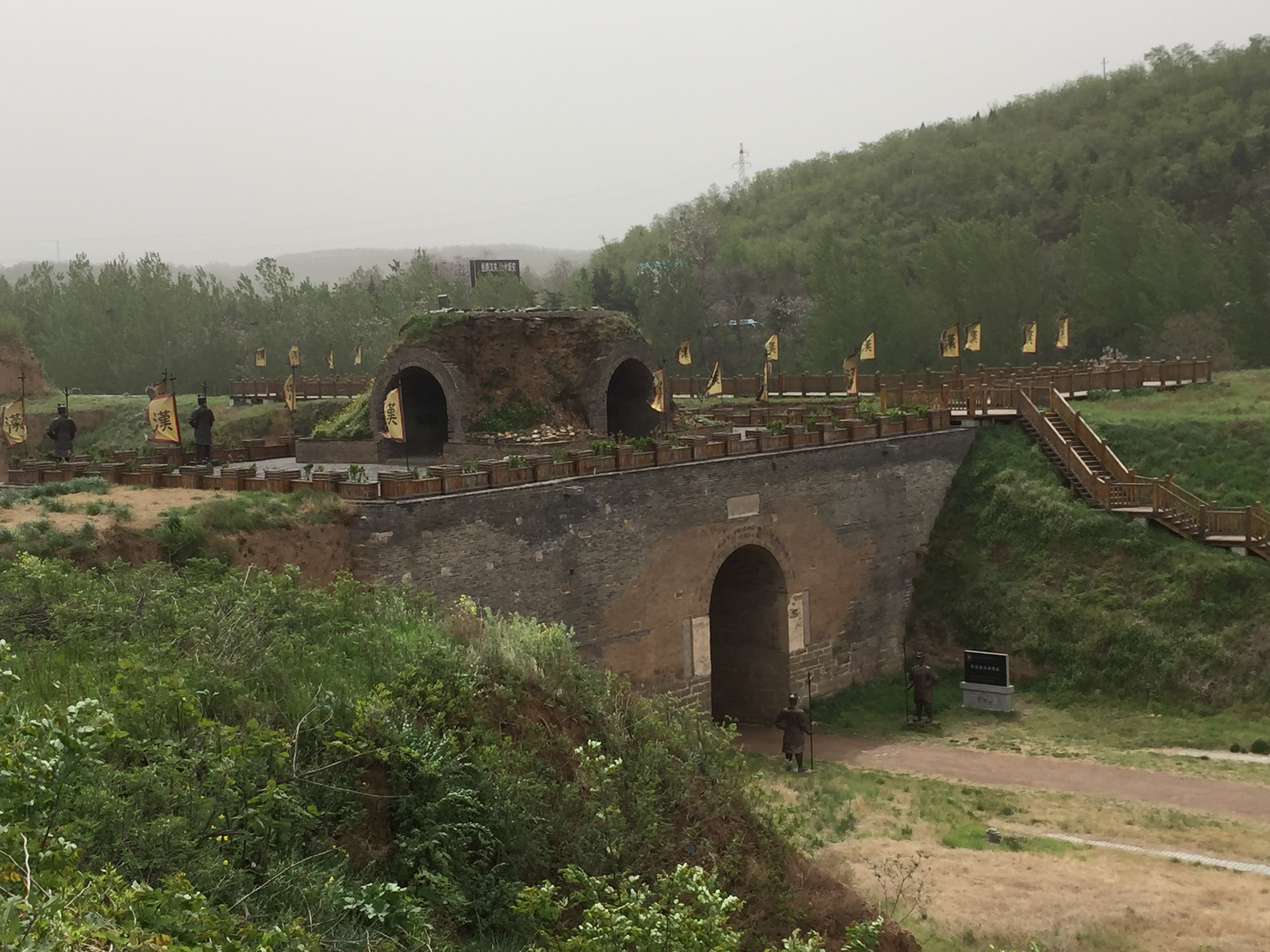
Hangu-Pass

Die Steinschnitzereien im Qiantangzhizhai (Qiantangzhizhai shike 千唐志斋石刻), dem „Gebäude der Tausend Epitaphe aus der Tang-Dynastie“, stehen seit 1996 auf der Liste der Denkmäler der Volksrepublik China (4-197).
Die archäologische Stätte um das Tor am Hangu-Pass (Hanguguan) ist Teil der von der UNESCO anerkannten Weltkulturerbestätte mit dem Titel Seidenstraßen: das Straßennetzwerk des Chang'an-Tianshan-Korridors.